# Novotettix naracoortensis
Novotettix naracoortensis är en insektsart som beskrevs av Richards, A.M. 1966. Novotettix naracoortensis ingår i släktet Novotettix och familjen grottvårtbitare. Inga underarter finns listade i Catalogue of Life.